# Robert Dott
Robert Henry Dott Jr. (* 2. Mai 1929 in Tulsa, Oklahoma; † 27. Februar 2018) war ein US-amerikanischer Geologe.
Dott war 1947/48 Feldassistent beim US Geological Survey und studierte Geologie an der University of Michigan in Ann Arbor mit dem Bachelor-Abschluss 1950 und dem Master-Abschluss 1951. Von 1954 bis 1958 war er in Teil-Zeit Erdölgeologe bei der Humble Oil and Refinery Company (später zu Exxon gehörig). 1956 wurde er an der Columbia University promoviert. 1957/58 war er Offizier bei der Geophysik-Forschung der US Air Force am Cambridge Research Center. 1958 wurde er Assistant Professor an der University of Wisconsin-Madison, an der er 1966 Professor und 1984 Stanley A. Tyler Distinguished Professor wurde. Von 1974 bis 1977 war er Department Chair. 1994 wurde er emeritiert. Er starb 2018, nachdem er schon längere Zeit an Lymphdrüsenkrebs erkrankt war.
Er war Gastprofessor in Berkeley (1969) und an der University of Oklahoma in Tulsa, an der Universität Houston (1986/87, Cabot Visiting Professor) und der Universität Oxford (1985/86), an der Universität Adelaide und an der Canterbury University in Christchurch, Neuseeland (Erskine Visiting Fellow 1987). Er war Gastwissenschaftler an der Stanford University und der University of Colorado in Boulder. Er war leitender Wissenschaftler auf dem Forschungsschiff Hero auf Expedition nach Feuerland und Kap Horn.
Dott schrieb populärwissenschaftliche Bücher über Geologie und trat in den 1980er Jahren als Gegner der Kreationisten in der Öffentlichkeit hervor. Als Sedimentologe arbeitete er viel im Süden der Anden und in der Antarktis, wo das Dott Ice Rise nach ihm benannt ist. Er war in den 1970er Jahren einer der führenden Geologen, die Sedimentologie von Gebirgsgürteln mit Plattentektonik verband. Er rekonstruierte Plattentektonik der Vergangenheit und untersuchte Sedimentationsprozesse im Proterozoikum und frühen Paläozoikum. Ein weiterer Forschungsschwerpunkt war Geschichte der Geologie.
1985/86 war er Distinguished Lecturer der American Association of Petroleum Geologists und erhielt 1956 deren President’s Award (als junger Autor) und 1984 deren Distinguished Service Award. 1992 erhielt er die Ben H. Parker Medal des American Institute of Professional Geologists. 1993 erhielt er die William H. Twenhofel Medal und 2001 den L. L. Sloss Award. 1995 erhielt er den History of Geology Award der Geological Society of America, deren Geschichts-Abteilung er 1990 vorstand. 1997 wurde er Honorary Fellow der Edinburgh Geological Society. Er ist Mitglied der American Association for the Advancement of Science.
1981/82 war er Präsident der Society of Economic Paleontologists and Mineralogists (SEPM).

## Schriften
- mit Roger L. Batten: Evolution of the Earth, McGraw Hill 1971, 8. Auflage 2010